# Guaiçara (ort)
Guaiçara är en ort i Brasilien.   Den ligger i kommunen Guaiçara och delstaten São Paulo, i den södra delen av landet, 700 km söder om huvudstaden Brasília. Guaiçara ligger 454 meter över havet och antalet invånare är 10 671.
Terrängen runt Guaiçara är platt. Närmaste större samhälle är Lins, 8,5 km sydost om Guaiçara.
Omgivningarna runt Guaiçara är en mosaik av jordbruksmark och naturlig växtlighet. Runt Guaiçara är det ganska tätbefolkat, med 144 invånare per kvadratkilometer.